# 封刃師
『封刃師』（ふうじんし）は、2022年1月16日から3月13日まで朝日放送テレビの制作により、「ドラマL」枠にて放送されたテレビドラマ。テレビ朝日でも同日先行ネットで放送。

## キャスト

### 主要人物
御沙神駆（おさがみ かける）
演 - 早乙女太一 （幼少期：森英汰）
封刃師。
幼くして両親を亡くし悟堂真に引き取られ、封刃師として育てられた。
五百津翔（いおつ しょう）
演 - 遠藤雄弥
駆の相棒。
自身は決して戦闘に加わらない後見的な存在だが、苛酷で重要な役割を担っている。
石留カレン（いしどめ カレン）
演 - 中村ゆりか
鎮冥鞘師。
封刃の際、穢刃の持ち手である人間を一緒に消してしまう事に罪悪感を抱いている。
御厨伊吹（みくりや いぶき）
演 - 山本千尋
2本の鞘を自在に操る新たな封刃師。
三條美緒（さんじょう みお）
演 - 深川麻衣
週刊誌「ニューズデイズ」記者。
なぜか黒い灰（穢れ）を目視出来るという貴重な存在で惹きつけられるように穢刃が関わる事件に巻き込まれていく。
亡父・登志夫は新聞記者だった。
村井寛春（むらい ひろはる）
演 - 矢柴俊博
週刊誌「ニューズデイズ」編集長。
巳前（みさき）
演 - 手塚とおる
穢刃の情報を肇に提供した上で、封印後の穢刃を回収する素性不明な人物。
五百津肇（いおつ はじめ）
演 - 橋本じゅん
翔の父。骨董店・五百津堂主人。
巳前からの情報を受け、駆と翔に穢刃の回収を指示する。
悟堂真（ごどう しん）
演 - 坂口拓
御沙神駆の師匠。
6年前まで相棒の五百津肇と共に穢刃を封じていた、先代の封刃師。
吉原光博（よしわら みつひろ）
演 - テイ龍進
警視庁捜査一課の刑事。
内藤逸雄（ないとう いつお）
演 - 野川慧
吉原の後輩刑事。
神代弓美（くましろ ゆみ）
演 - 武田梨奈（幼少期：早瀬憩）
警視庁捜査一課の刑事。
穢刃が関わる連続殺人事件の捜査の打ち切りに納得がいかず独自に調査を進める。妹が穢刃に襲われ、目の前で封刃師の戦いを目撃する。その後、妹が襲われた事件の捜査がまたしても打ち切りとなり、刑事としての在り方に悩んでいたところをフードを被った男に刺され、自身も穢刃となってしまう。
神代陽菜（くましろ ひな）
演 - 新野七瀬（幼少期：本保佳音）
弓美の妹。西江戸大学の学生。
円哲（えんてつ）
演 - 野添義弘
石留カレンが師匠と仰ぐ僧侶。

### ゲスト
井崎一臣
演 - 佐野岳（第1話）
東輪建設営業部勤務のサラリーマン。異常なパワハラを受け穢刃となる。
脇坂駿
演 - 中村祐志（第1話）
東輪建設営業部のエース。井崎を追い込んで行き殺害される。
山江裕二
演 - 清水伸（第2話、第3話回想）
西江戸大学准教授。穢刃の研究者。自身の研究を誰からも認めてもらえなかった怒りから穢刃となる。
羽生
演 - 玉城裕規（第3話、第4話回想）
フードデリバリーの配達員。配達先の住民を穢刃で無差別に殺害していた。
学生
演 - 小早川俊輔（第5話、第8話回想）
自動車修理工
演 - Rio（第5話）

## 用語
封刃師（ふうじんし）
穢刃を封印できる能力を持つ者。
封刃する際に受け止めた穢れが封刃師自身に蓄積して、徐々に蝕まれて行く宿命を持つ。
穢刃（けがれやいば）
人間の心に溜まった闇が作り出す凶刀。
穢刃を手にした者は刃に魂を吸い取られ、不死身となって殺戮を繰り返すようになる。
鎮冥鞘（しずめざや）
穢刃を封印するための特別な鞘。
封刃師は鎮冥鞘のみを武器に穢刃と闘う。
鬼噛（おにがみ）
穢刃を生み出すことができる刀。
第二次世界大戦中、穢刃の力を利用した無敵の不死身軍団の編成が計画され、穢刃の出現をコントロールする目的で、穢刃を持つ者達への生体実験によって作られた。

## スタッフ
- 原作 - 中島かずき、アニプレックス、ABCアニメーション
- 脚本 - 中島かずき（劇団☆新感線）
- 監督 - 藤井道人、曽根隼人、小山巧、桑島憲司
- 音楽 - 岩本裕司
- 主題歌 - 秋山黄色「見て呉れ」[7](Epic Records Japan)
- アクション武器制作 - 乾肇
- アクション - 富田稔
- 特殊メイク - 中田彰輝
- 警察監修 - 尾崎祐司
- ロゴ・ビジュアル - 仲里カズヒロ
- 企画 - 西出将之（ABCアニメーション）
- アソシエイトプロデューサー - 鳥羽洋典（アニプレックス）
- チーフプロデューサー - 山崎宏太
- プロデューサー - 南雄大　山田久人
- 制作協力 - BABEL LABEL
- 制作著作 - 朝日放送テレビ

## 放送日程
| 話数   | 放送日  | サブタイトル                               | 監督     |
| ------ | ------- | ------------------------------------------ | -------- |
| 第1話  | 1月16日 | 早乙女太一主演! 鞘のみで戦うダークヒーロー | 藤井道人 |
| 第2話  | 1月23日 | 謎だらけの穢刃連続殺人                     | 桑島憲司 |
| 第3話  | 1月30日 | 穢刃VS秘密を追う女刑事                     | 曽根隼人 |
| 第4話  | 2月06日 | 闇に落ちた女刑事!哀しい過去と1発の銃声     | 曽根隼人 |
| 第5話  | 2月13日 | 穢刃に新たな展開!?身体を蝕む“人崩れの印”   | 桑島憲司 |
| 第6話  | 2月20日 | 真犯人は死んだはずの最強封刃師!?           | 小山巧   |
| 第7話  | 2月27日 | 新事実発覚!恐るべき鬼噛計画                | 小山巧   |
| 第8話  | 3月06日 | 敵か味方か…新・封刃師現る!?                | 曽根隼人 |
| 最終話 | 3月13日 | 宿命の最終決戦!                            | 曽根隼人 |